# Nasso
Pour les articles homonymes, voir Nasso (homonymie).
Nasso (נשא — héb. pour "relève”, le sixième mot et premier distinctif de la parasha) est la 35e section hebdomadaire du cycle annuel de lecture de la Torah et la deuxième du Livre des Nombres. 
Elle correspond à Nombres 4:21–7:89. Les Juifs de la Diaspora la lisent généralement vers la fin de mai ou au début de juin.

## Résumé
Après les Qehatites, la Torah énonce les fonctions des Gershonites et des Mérarites, puis les règles de la purification du camp. Eux, contrairement aux Qéhatites qui doivent porter les ustensiles sacrés à l'épaule, sont dotés de chariots. Après avoir décrit la structure concentrique du camp, le texte biblique indique que les individus rituellement impurs doivent être isolés hors du camp. Dans ce contexte, sont abordées les lois de la mise à l'épreuve de l'épouse accusée d'infidélité (sotah), les lois du nazirat, la bénédiction sacerdotale, et les offrandes des princes pour la consécration du Tabernacle.

### Divisions de la parasha lors de la lecture complète
La lecture de la parasha à la synagogue le sabbath est traditionnellement divisée en sept sections, pour lesquelles un membre différent de la congrégation est appelé à lire. La première lecture, le rishon, échoit traditionnellement à un cohen, la seconde, appelée sheni, à un levi, les suivantes à un israël (ni cohen ni levi). La septième section comporte une sous-section, le maftir, qui est lu par la personne qui lira ensuite la haftara.
Les sections de la parashat Nasso sont:
- rishon:
- sheni:
- shlishi:
- revi'i:
- hamishi:
- shishi:
- shevi'i:
  - maftir:

### Divisions de la parasha lors de la lecture abrégée
Une lecture publique de la parasha fut instaurée par Ezra le Scribe le lundi et le jeudi à la synagogue. Cette lecture, sensiblement plus courte, ne comprend que trois sections, la première réservée au cohen, la seconde au levi, la troisième à un israël
- Section du cohen: Bemidbar[3]
- Section du levi: Bemidbar[3]
- Section de l'israël: Bemidbar[3]

### Maqam
Un maqam est un système de modes musicaux utilisé dans la musique arabe mélodique classique. Les juifs originaires des pays orientaux (Afrique du Nord, Syrie) s'en sont inspirés, et adaptent la mélodie de la liturgie du Shabbat en fonction du contenu de la parasha de cette semaine. Ils emploient 10 maqam différents, possédant chacun son usage propre.
Le maqam utilisé lors du sabbath au cours duquel on lit la parashat Nasso est le Maqam Saba, du fait de la multitude des lois. Lorsque la parashat Nasso coïncide avec le Shabbat Kalla (le sabbath précédant le festival de Chavouot), la solennité est marquée par le Maqam Hosseni.

## Commandements

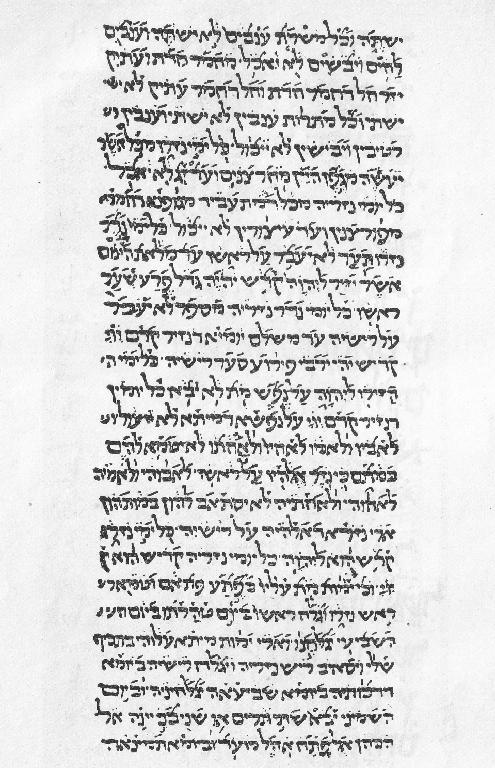
Nombres 6:3–10 en hébreu alternant avec le Targoum araméen d'Onkelos dans un manuscrit du XIIe siècle conservé à la British Library

La Torah comporte, selon la tradition rabbinique, 613 prescriptions. Différents sages ont tenté d'en établir un relevé dans le texte biblique.
Selon l'un de ces computs les plus célèbres, le Sefer HaHinoukh, la parashat Nasso comporte 7 prescriptions positives et 11 négatives:
- Il faut renvoyer les personnes impures du camp où se tient la Shekhina ( 5,2.)
- Il est interdit à toute personne impure de pénétrer au sanctuaire ( 5,3.)
- La confession des fautes devant Dieu est obligatoire lorsqu'on veut se repentir ( 5,7.)
- Il faut appliquer les ordonnances concernant la femme soupçonnée d'adultère (sotah) ( 5,11–15.)
- Il est interdit d'ajouter de l'huile à l'oblation de la sotah ( 5,15.)
- Il est interdit d'ajouter de l'encens à cette oblation ( 5,15.)
- Il est interdit au nazir de boire du vin, des mixtures en contenant ou du vinaigre de vin ( 6,3.)
- Il lui est interdit de manger du raisin frais ( 6,3.)
- Il lui est interdit de manger du raisin sec ( 6,3.)
- Il lui est interdit de manger des pépins de raisin ( 6,4.)
- Il lui est interdit de manger l'enveloppe des raisins ( 6,4.)
- Il lui est interdit de couper les cheveux pendant la durée de son vœu ( 6,5.)
- Le nazir doit laisser ses cheveux pousser ( 6,5.)
- Le nazir ne peut se trouver sous le même toit qu'un mort ( 6,6.)
- Le nazir ne peut se souiller au contact d'un mort, même ses parents ( 6,7.)
- Le nazir doit se raser les cheveux après avoir apporté ses offrandes lorsque la période de son vœu est achevée ( 6,9.)
- Les Cohanim doivent bénir la communauté d'Israël chaque jour ( 6,23.)
- Les Lévites[5] doivent transporter l'arche sainte sur leurs épaules ( 7,9.)

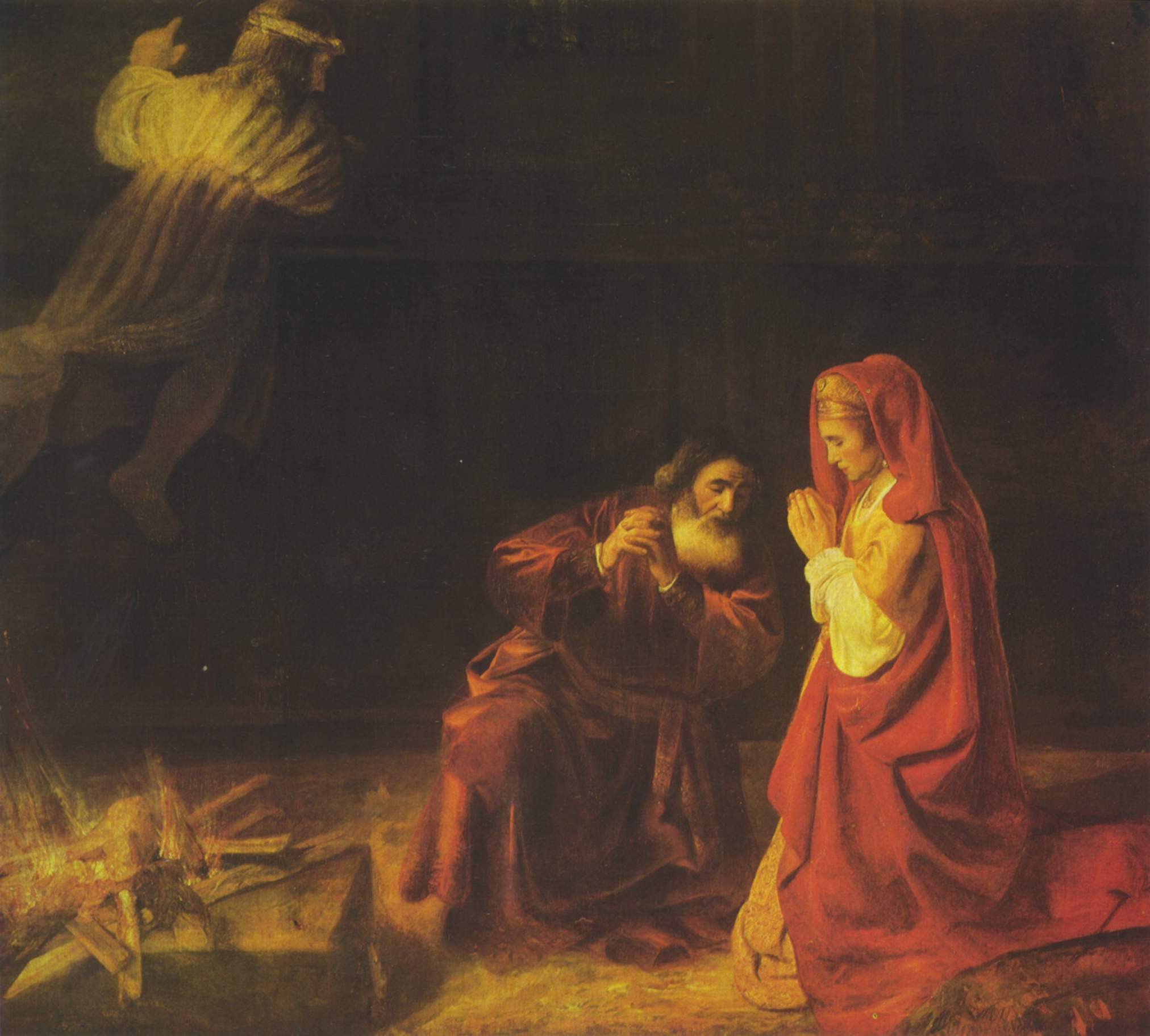
L'offrande de Manoah (tableau de Rembrandt)

## Haftara
La haftara est une portion des livres des Neviim ("Les Prophètes") qui est lue publiquement à la synagogue après la lecture de la Torah. Elle présente généralement un lien thématique avec la parasha qui l'a précédée.
La haftara pour la parashat Nasso est Juges 13:2–25. Elle contient le récit de la naissance de Samson, qui fut consacré nazirite dès avant sa naissance.